# الماس شیشه‌ای
الماس شیشه‌ای (انگلیسی: Rhinestone) یک فیلم به کارگردانی باب کلارک است که در سال ۱۹۸۴ منتشر شد. از بازیگران آن می‌توان به سیلوستر استالونه، دالی پارتن و ریچارد فارنزورث اشاره کرد.